# Kristina Knutsdatter
Kristina Knutsdatter (asi 1118 – zm. po r. 1139) byla norská královna, manželka Magnuse IV. († 1139)

## Život
Kristina se narodila jako dcera dánského prince a šlesvického vévody Knuta Lavarda a jeho manželky Ingeborg Kyjevské. Její manželství s norským králem Magnusem sjednala Malmfrid Kyjevská, předchozí norská královna a sestra její matky, nyní manželka jednoho z jejích strýců Erika. Kristina byla s Magnusem zasnoubena v roce 1131 a sňatku došlo v roce 1132 nebo 1133.
Její manžel Magnus podporoval boj jejího otce Knuta a strýce Erika proti králi Nielsovi Dánskému. V roce 1133 utekli Erik a Malmfrid z Dánska do Norska a hledali u Magnuse ochranu. Poté, co Kristina zjistila, že Magnus jejího strýce a tetu plánuje zradit, je varovala a Erik a Malmfrid se spojili s Magnusovým rivalem Haraldem IV. Na Magnusovo přání pak došlo k rozluce manželství s Kristinou.